# Straucherbse
Die Straucherbse (Cajanus cajan) ist eine Pflanzenart in der Unterfamilie Schmetterlingsblütler (Faboideae) innerhalb der Familie der Hülsenfrüchtler (Fabaceae). Diese Nutzpflanze wird in weiten Teilen der Tropen und Subtropen kultiviert. Im Englischen heißt die Pflanze Pigeon pea.

## Beschreibung

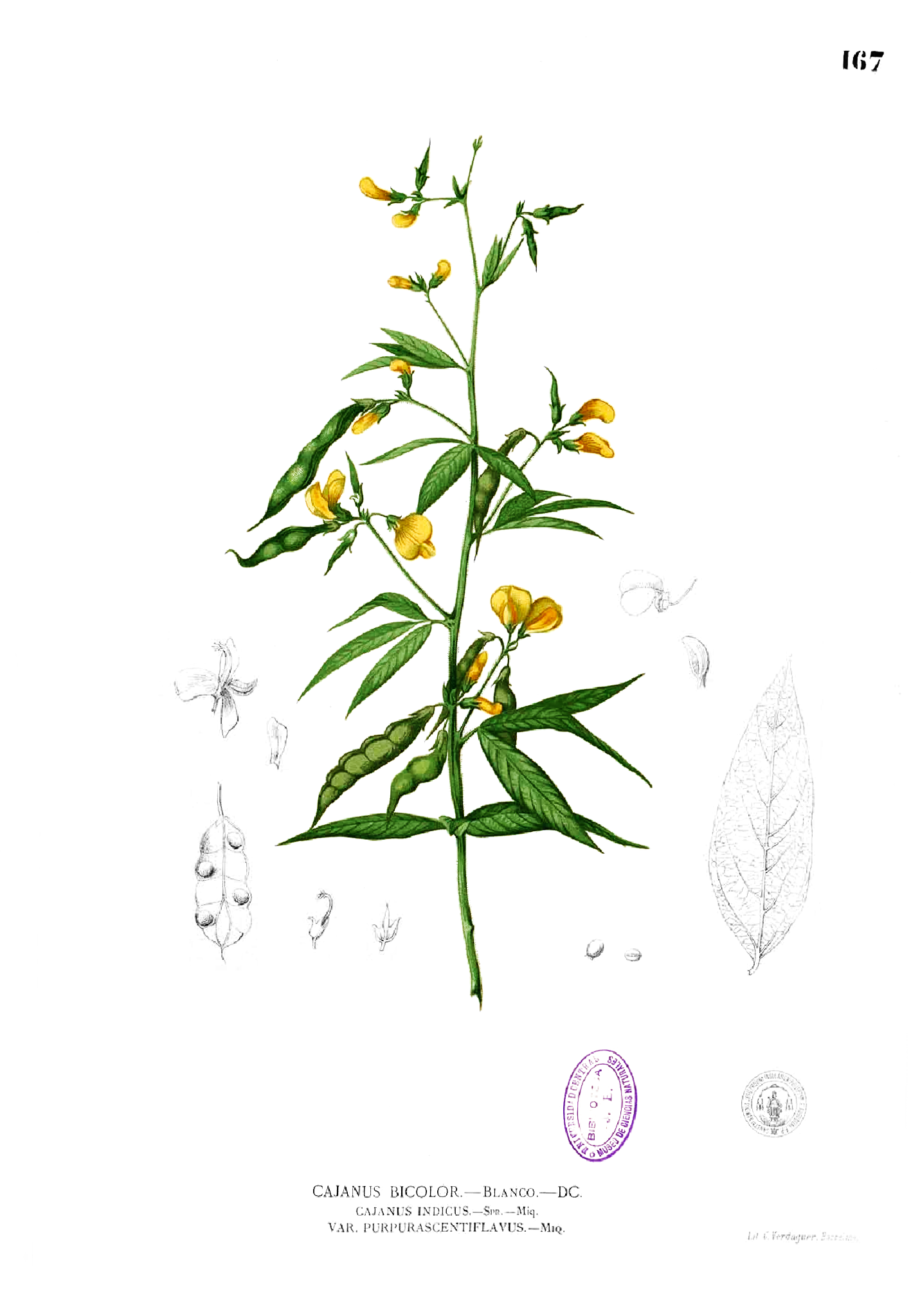
Illustration

### Erscheinungsbild und Blatt
Die Straucherbse ist ein aufrecht wachsender Strauch oder Halbstrauch, der Wuchshöhen von meist 1,5 bis 3 m, seltener werden auch 4 m erreicht. Die Rinde der Äste ist auffällig gerippt und mit goldenen, anliegenden oder leicht abstehenden, seidigen Trichomen behaart.
Die Laubblätter sind dreiteilig gefiedert. Die Teilblätter sind 2,5 bis 10 cm lang, 1,4 bis 3,5 cm breit, elliptisch bis lanzettlich, zugespitzt keilförmig, die Oberseite ist grün gefärbt, die Unterseite ist blasser und silbrig grau-grün. Die Behaarung der Oberseite besteht aus feinen, kurzen und samtigen Haaren, die Unterseite ist deutlich länger mit weißlichen Haaren besetzt. Auf beiden Blattseiten befinden sich kleine gelbliche Drüsen. Die Blattaderung tritt auf der Unterseite hervor und ist gelblich gefärbt. Der Blattstiel ist 1 bis 5,5 cm lang, die Blattachse 0,8 bis 1,3 cm, die Stielchen der Teilblätter 2 bis 4 mm. Blattstiel, Blattachse (Blattrhachis) und Teilblattstielchen sind gelbbraun behaart.

### Blütenstand und Blüte

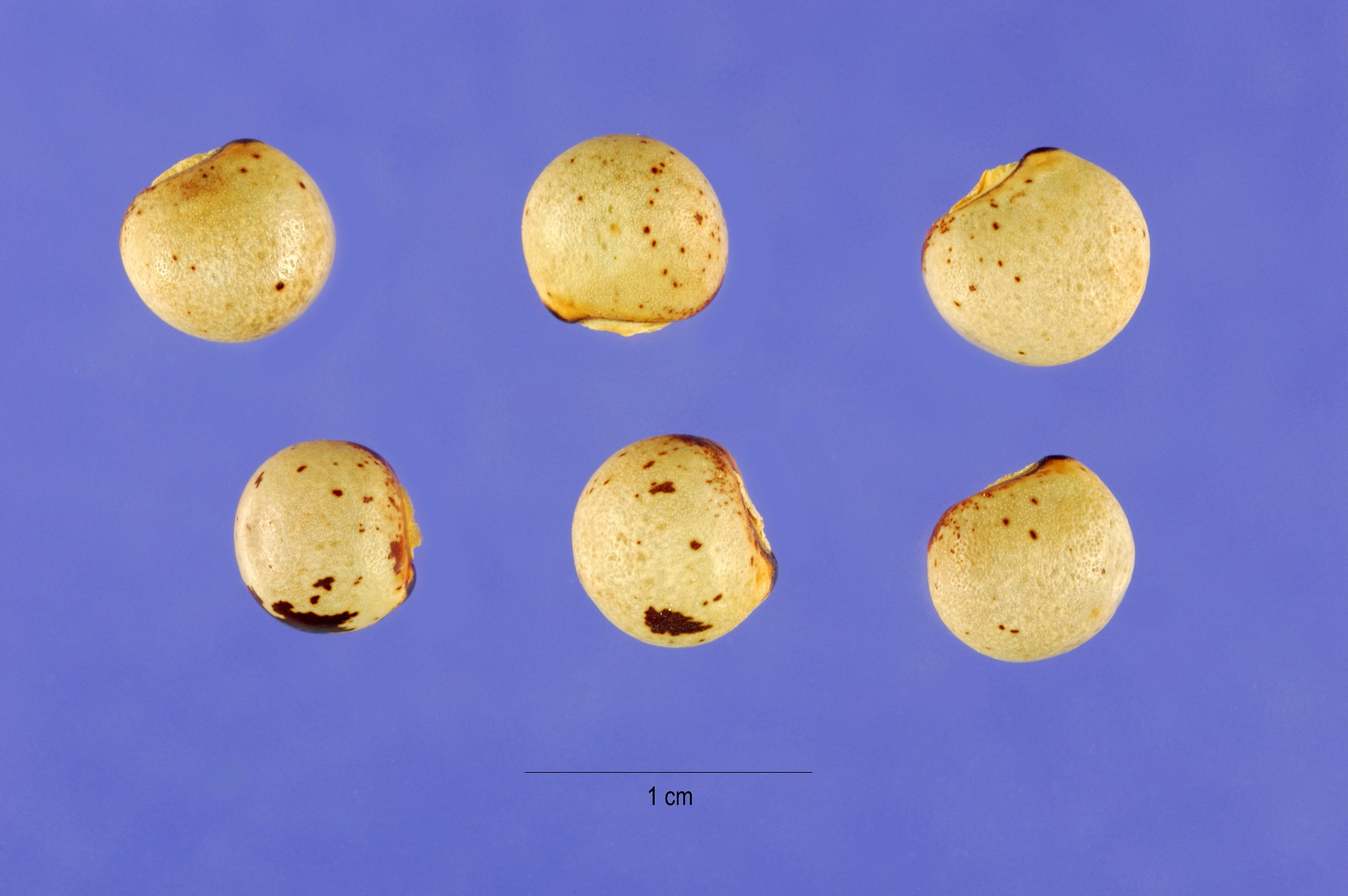
Samen der Straucherbse

Der endständige rispige Blütenstand  wird von einer Vielzahl nahe der Zweigspitze stehender, achselständiger traubiger Blütenstände begleitet. Der Blütenstandsstiel ist 2 bis 7 cm lang. Die früh abfallenden Tragblätter sind eiförmig zugespitzt und 8 mm lang und 5 mm breit. Die Blütenstiele sind 1 bis 1,7 cm lang. Alle Teile des Blütenstandes sind gelbbraun behaart.
Die zwittrige Blüte ist zygomorph und fünfzählig mit doppelter Blütenhülle. Der Kelch besteht aus einer 5 mm langen Kelchröhre, an die sich 4 bis 7 mm lange Kelchzähne anschließen, der Kelch ist gelbbraun und drüsig behaart. Die Blütenkronen besitzen den typischen Aufbau der Schmetterlingsblüten. Die Grundfarbe der Kronblätter ist gelb mit rotbraunen bis dunkelroten Streifen, die Außenseite ist zudem nochmals in einer ähnlichen Farbe überhaucht. Die Krone ist mit einem Durchmesser von 1,2 bis 1,7 cm nahezu rund. Die Flügel sind gelb und das Schiffchen ist gelb-grün gefärbt.

### Frucht und Same

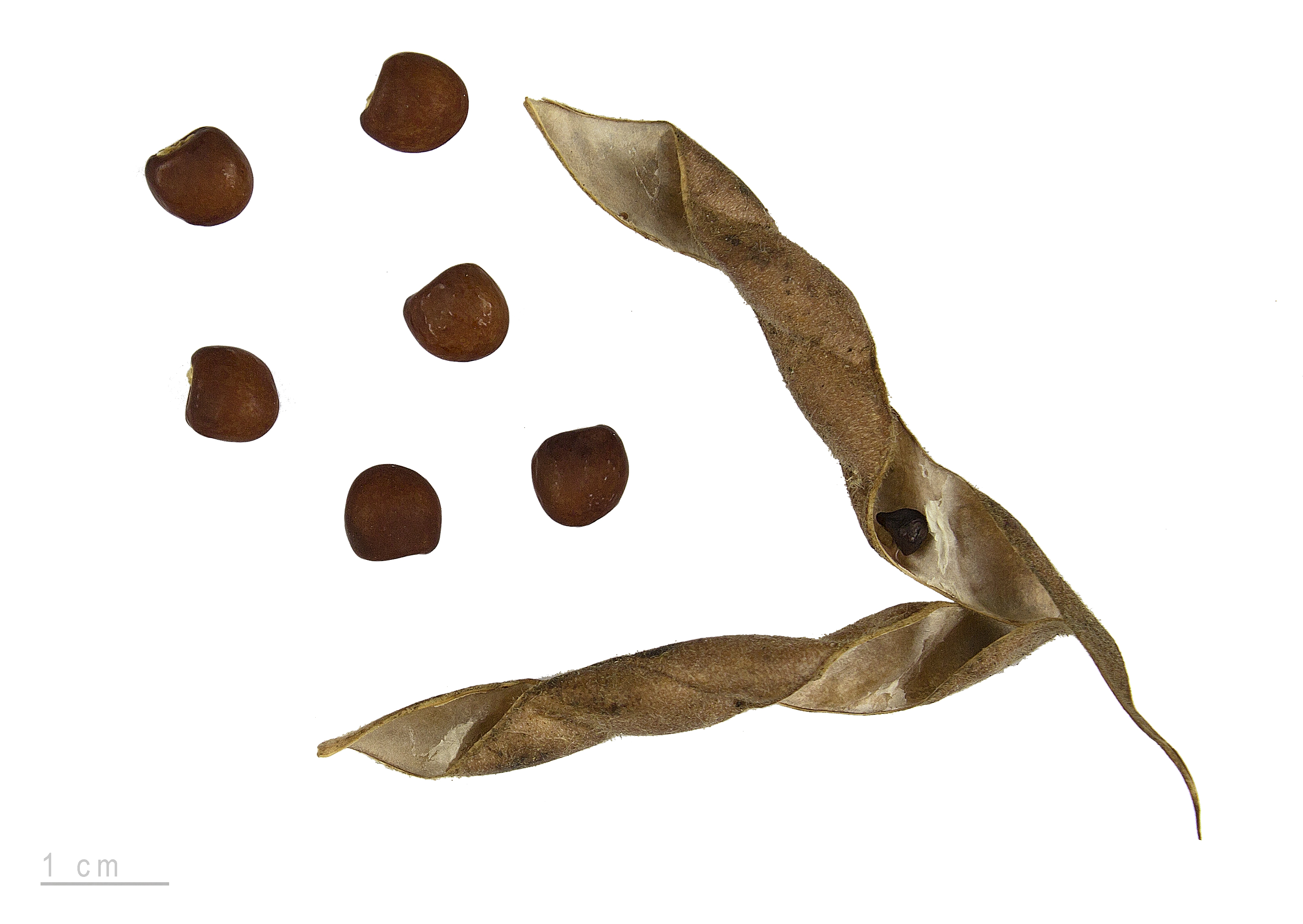
Cajanus cajan

Die Hülsenfrüchte sind strohfarben, aber oftmals violett-schwarz überzogen, behaart und drüsig. Sie sind nahezu gerade, 4,5 bis 10 cm lang und 0,8 bis 1,4 (selten auch nur 0,5) cm im Durchmesser und bei den Samen leicht eingeschnürt. Die Samen sind gelbbraun, cremefarben, braun oder rötlich mit einem kastanienbraunen Hilum, sie sind schwach und fein gekörnt, 6 bis 6,5 mm lang und 4,5 bis 5,5 mm breit.

## Vorkommen
Die Straucherbse wird in großen Teilen der Tropen und Subtropen kultiviert und ist in Höhen zwischen Meereshöhe und 1450 Meter zu finden, wächst jedoch wahrscheinlich auch noch in höheren Lagen. Verwildert wächst sie an Müllhalden, offenen, küstennahen Waldgebieten und anderen Standorten.

## Verwendung

### Indien

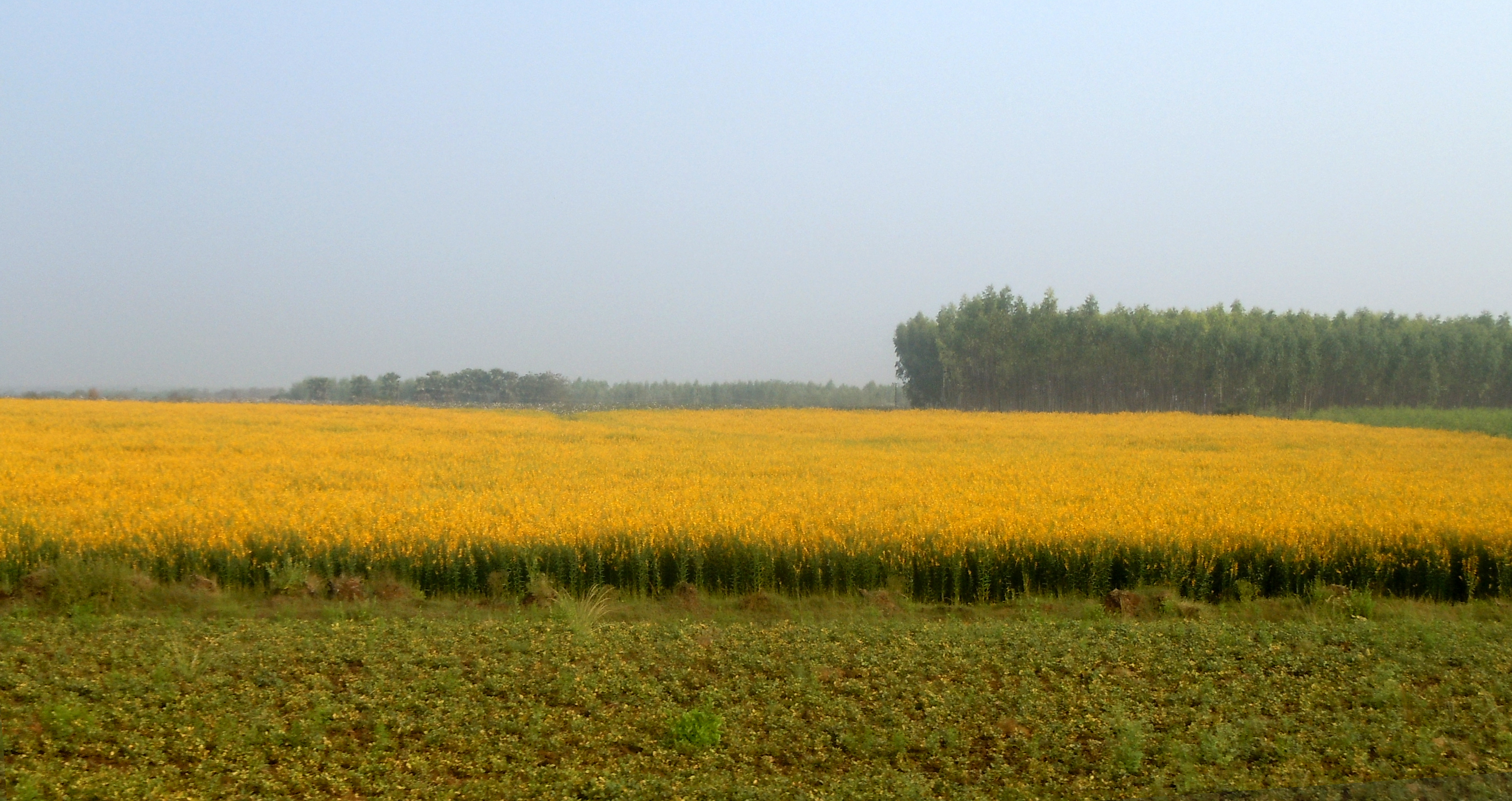
Straucherbsen-Feld nahe Bhadrachalam (Telangana)

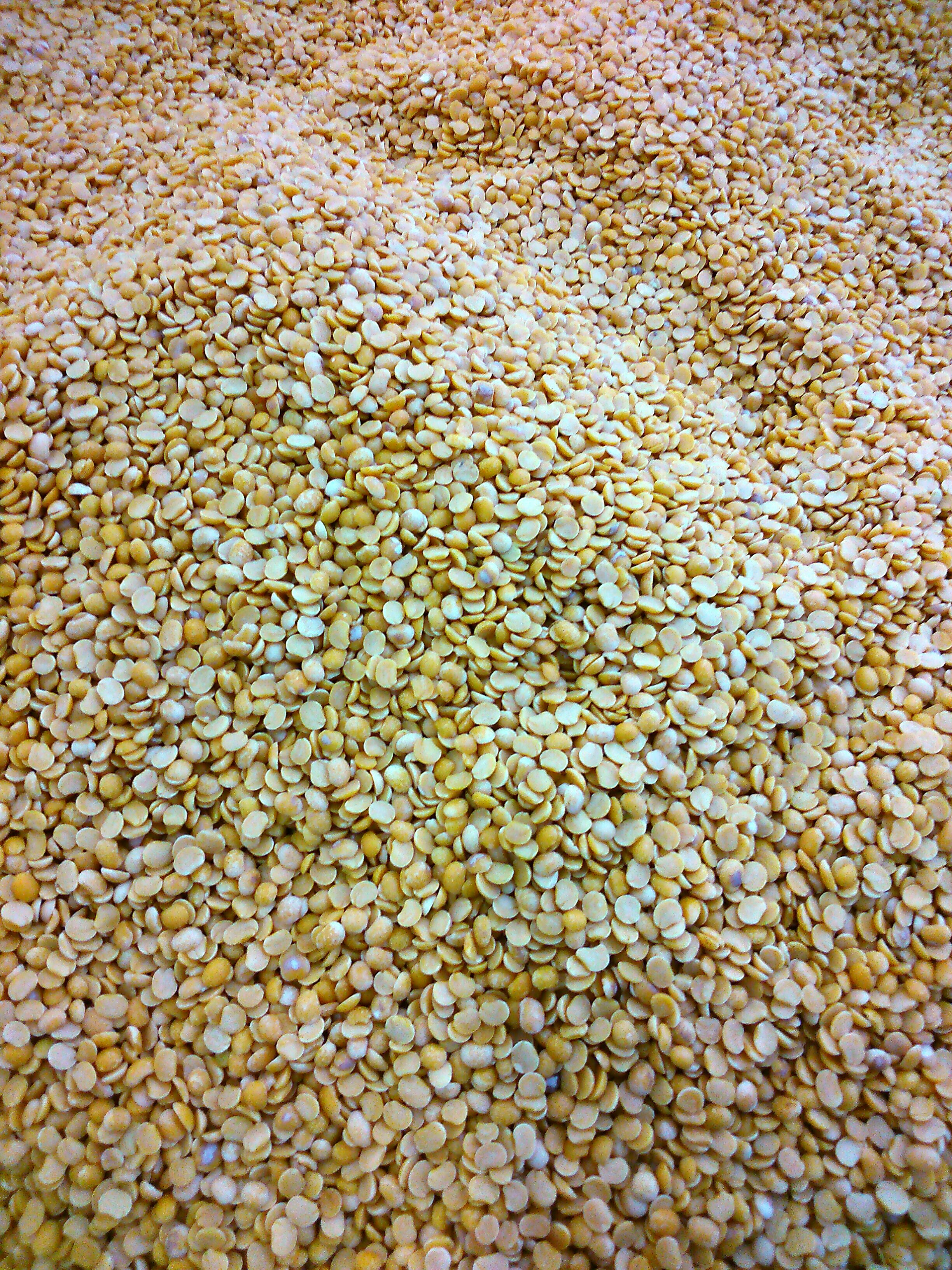
Halbierte, geschälte Samen der Straucherbse

Geschälte und halbierte Samen der Straucherbse gelten in Indien unter dem Namen Tuvar Dal oder Toor Dal/Tur Dal oder englisch red gram als am weitesten verbreitete Hülsenfrucht und Hauptproteinquelle einer vegetarischen Ernährung. Tuvar Dal findet in zahlreichen indischen Gerichten Verwendung, wie zum Beispiel im südindischen Sambar oder im nordindischen Tadka Dal.
Vor allem in Gujarat werden die geschälten Samen in Pflanzenöl eingelegt. Vor dem Kochen wird das Öl abgewaschen. Beim Kochen behalten sie so eine gewisse Bissfestigkeit, während sie sonst zu einem Brei zerfallen.
Die ganzen Samen werden unter den Namen Toor Dal hole, Pigeon pea oder Arhar gehandelt, und direkt beim Verbraucher zu einem groben Mehl gemahlen, das Zutat bei verschiedenen Speisen ist.